# Klaus Demus
Klaus Demus (* 30. Mai 1927 in Wien; † 14. Februar 2023 ebenda) war ein österreichischer Kunsthistoriker und Lyriker.

## Leben
Paul Celan bezeichnete 1951 Demus als seinen einzigen Freund, dem er auch sein Gedicht „Die Krüge“ widmete, sowie ihm und seiner Frau Nani Demus das Gedicht „Die Winzer“. Demus, der auch mit Ingeborg Bachmann befreundet war, schrieb pantheistische Naturlyrik. Sein Werk steht in der Traditionslinie von Pindar, Friedrich Hölderlin bis zu Hugo von Hofmannsthal und Rudolf Borchardt. Sein Werk markiert eine deutliche Gegenposition zum Sprachpessimismus und Nihilismus der modernen Dichtung.  Klaus Demus erhielt 1958 den Förderpreis des Kulturkreises der Wirtschaft im Bundesverband der Deutschen Industrie. 
Bis 1987 arbeitete Demus als Kustos im Kunsthistorischen Museum in Wien.
Sein Bruder war der Pianist Jörg Demus.

## Werke
- Das schwere Land. 1958.
- Morgennacht. 1969.
- In der neuen Stille. 1974.
- Das Morgenleuchten. 1979, ISBN 3-7885-0220-7.
- Schatten vom Wald. 1983, ISBN 3-7885-0262-2.
- Im Abend dieser Stunde. 1987, ISBN 3-7885-0302-5.
- Hinausgang. 1990, ISBN 3-7885-0331-9.
- Die Jahrtausende. 1994, ISBN 3-7885-0500-1.
- Landwind. 1996, ISBN 3-85409-269-5.
- Das ungemeine Fünkeln des Hen Kai Pan. Poetisch-pantheistische Fragmente und Momente. 1998, ISBN 3-85409-293-8.
- In der Nachwelt. Wien 1999, ISBN 3-85409-307-1.
- Sternzeit. Wien 2001, ISBN 3-85409-345-4.
- Gleichartigem Zugeflüster. 2002, ISBN 3-85409-370-5.
- Allgesang. 2005, ISBN 3-85409-415-9.
- Die Zeiten des Jahres. 2008, ISBN 978-3-85409-491-3.
- Kosmos. Gedichte. Löcker, Wien 2012.
- Schlußchoral. Gedichte. Löcker, Wien 2014.
- Postludium. Gedichte. Löcker, Wien 2017.